# Berliner Torhäuser

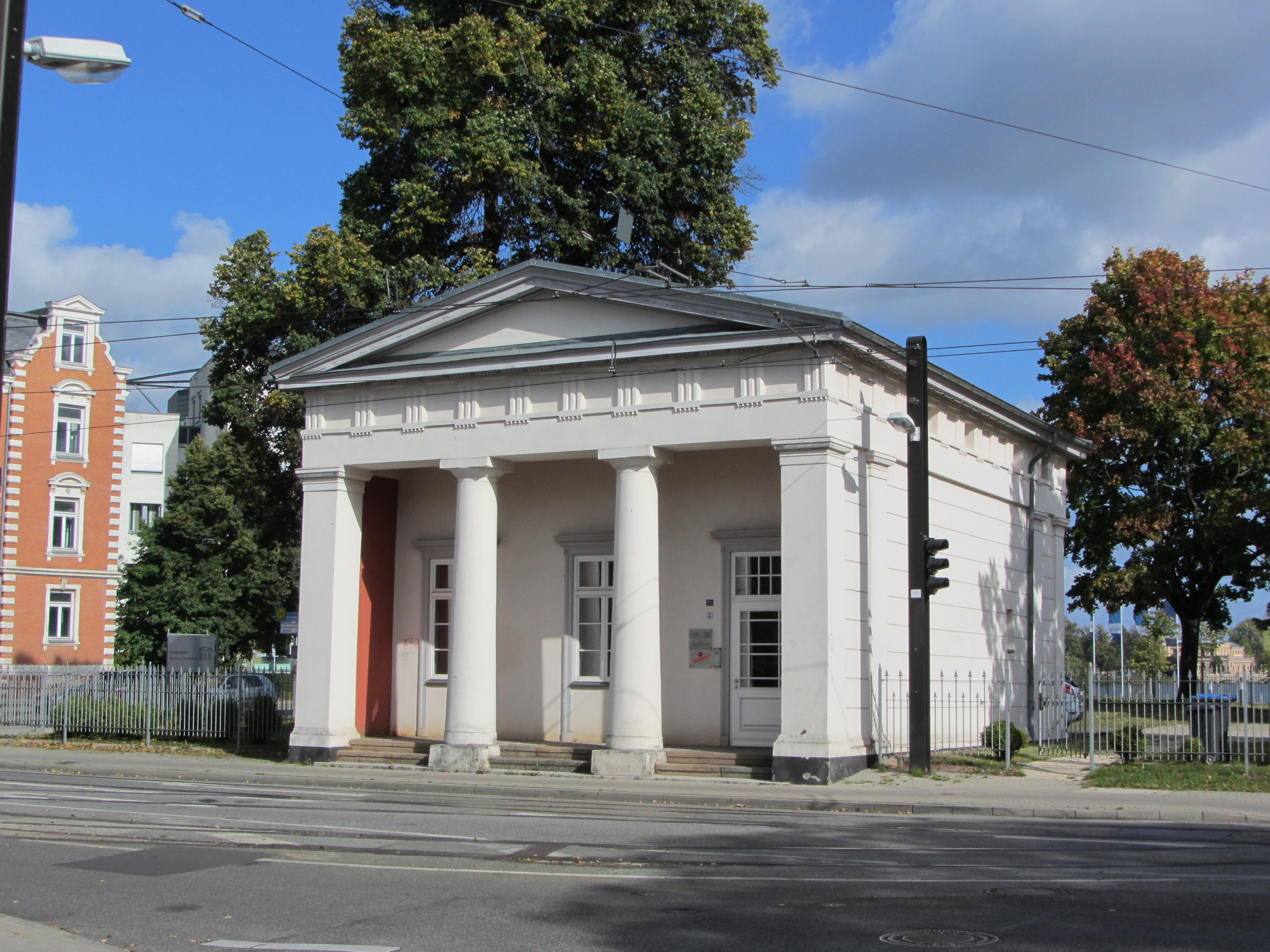
Nr. 12: Torhaus

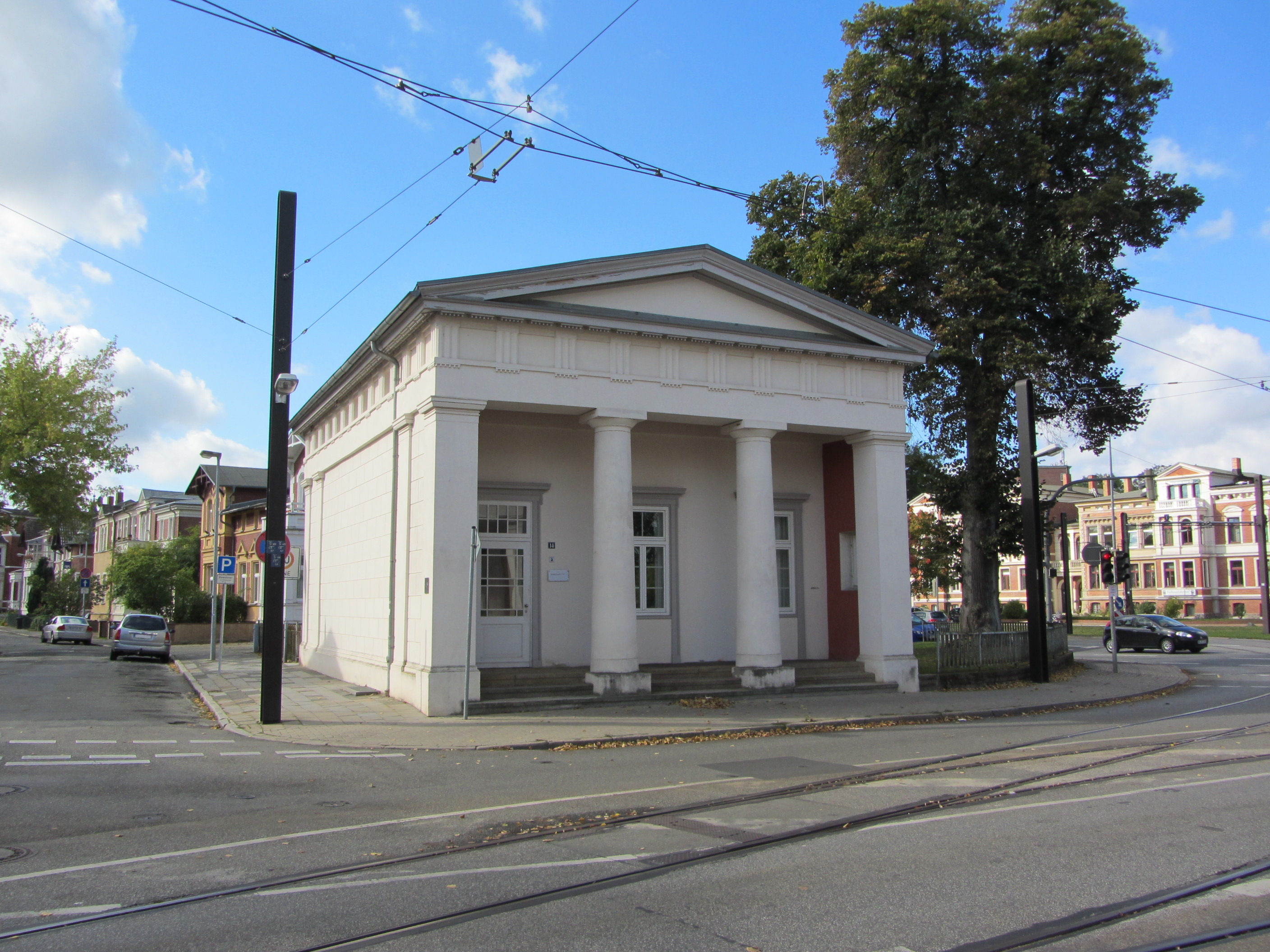
Nr. 14: Torhaus

Die ehemaligen Berliner Torhäuser in Schwerin, Stadtteile Feldstadt/Ostorf, Platz der Jugend 12 und 14 beiderseits der Johannes-Stelling-Straße, sind Baudenkmäler in Schwerin. Von 1955 bis 1997 dienten die Gebäude dem Stadtarchiv und nach Privatisierung und Sanierung einem Architekturbüro und einem Versicherungsbüro.  

## Geschichte

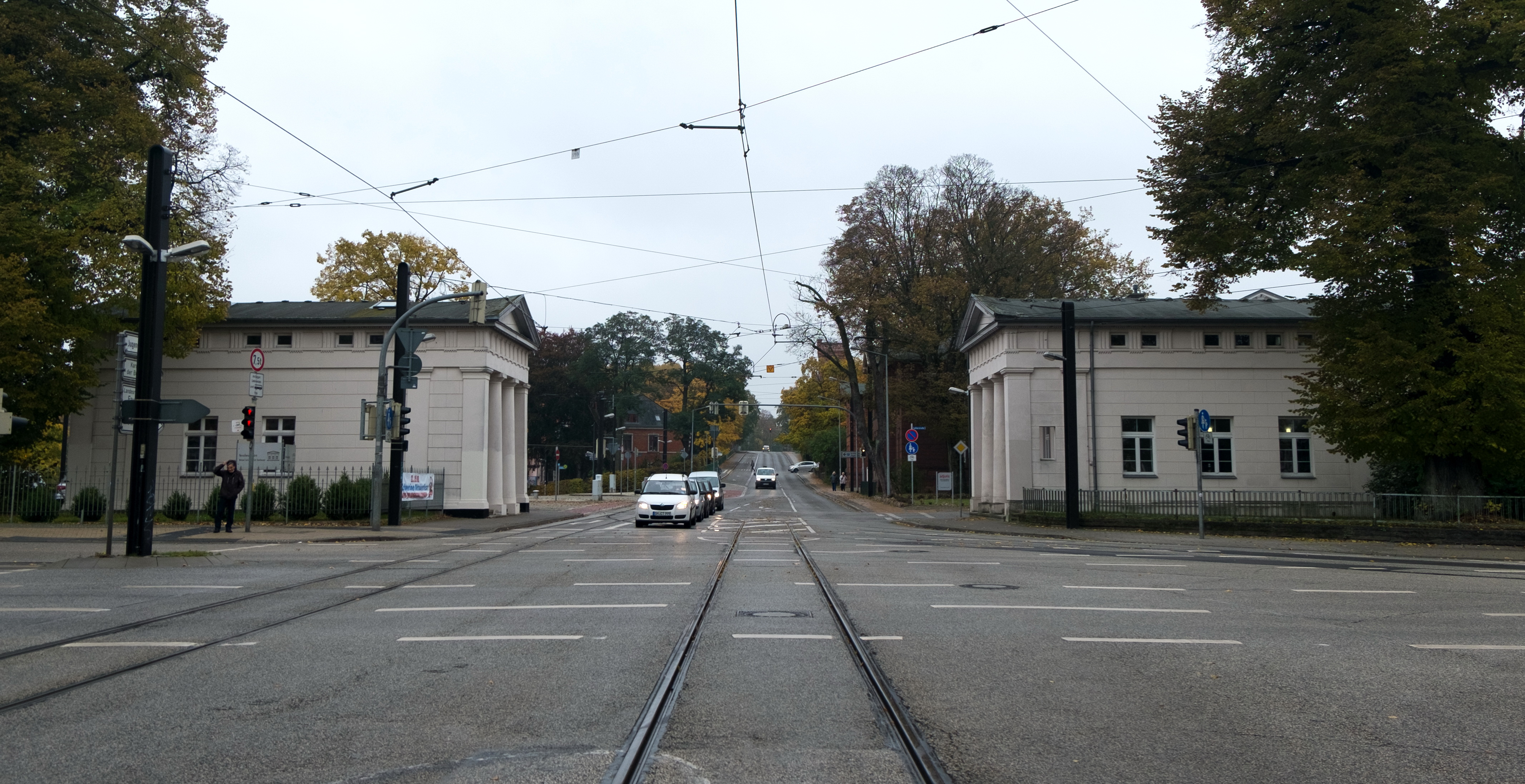
Blick zur Johannes-Stelling-Straße

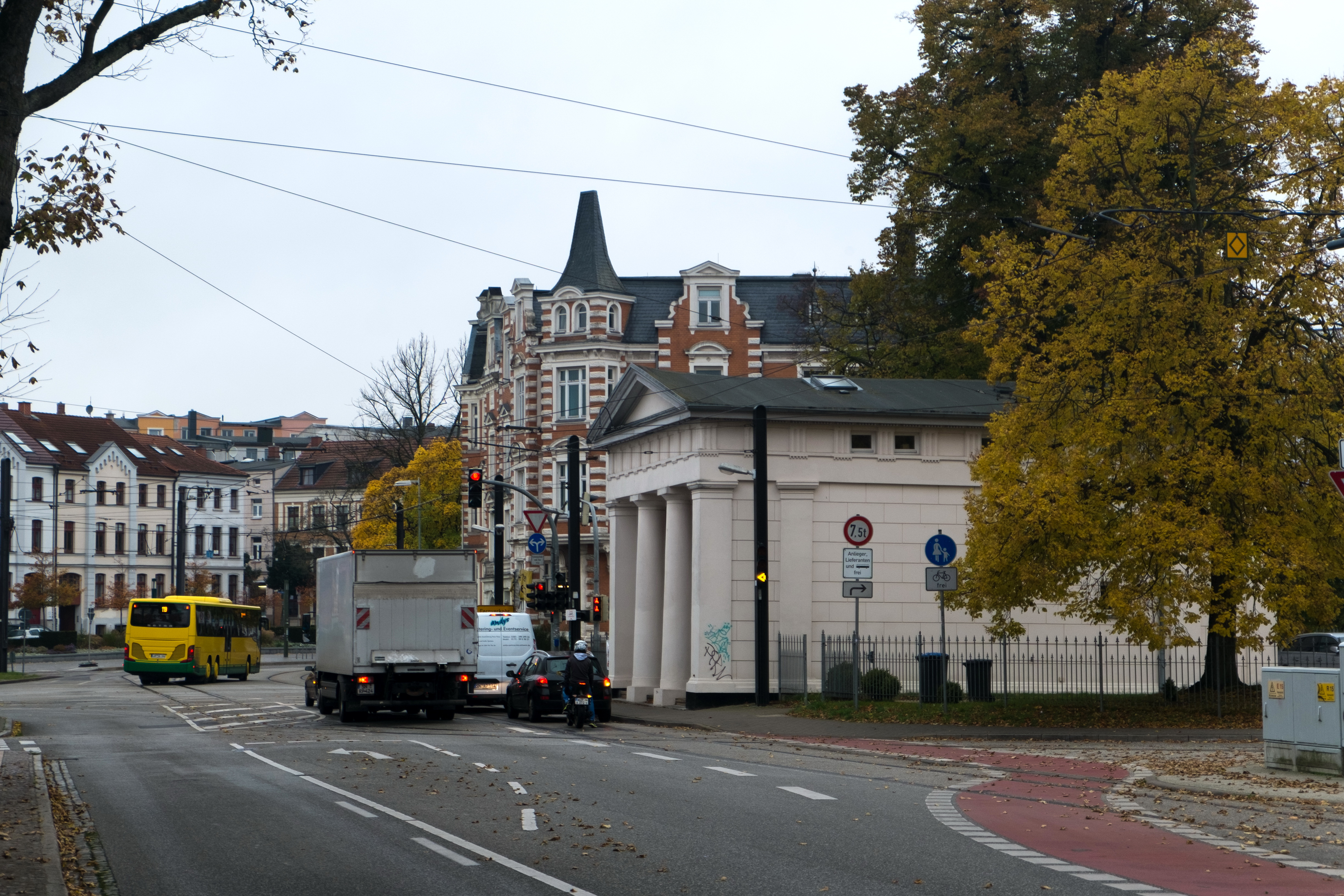
Blick zum Platz der Jugend

Zwischen 1840 und 1843 entstanden die Torhäuser an den Stadtzufahrten (Berliner, Güstower, Lübecker, Wismarsche und Wittenburger Stadttore) zu Schwerin um eine Akzise (Binnenzoll bzw. Steuer auf Verbrauchsgüter) erheben zu können.
Die Berliner Torhäuser wurden 1841 bis 1843 im klassizistischen Stil nach Plänen von Hofbaumeister Georg Adolph Demmler gebaut. Die beiden sich gleichenden, in der Art eines griechischen Tempels ausgeführten Torhäuser werden geprägt durch den klassizistischen Portikus eines einfachen Antentempels mit zwei glatten dorischen Säulenschäften mit einem einfachen Kapitell, darüber das zweigeteilte Gebälk mit dem Architrav und dem Triglyphenfries. Auf einem Zwischenglied mit Zahnschnitt das hervorspringende Giebeldreieck oder Tympanon mit dem Gesims.
Die Torhäuser stehen über einen verrohrten Arm der Seeke, einem Bach, der den Ostorfer See über den Pfaffenteich mit dem Burgsee verbindet.
1863 wurden in Mecklenburg-Schwerin die Binnenzölle mit Ausnahme der Damm-, Wege- und Brückengelder aufgehoben und die Tore verloren ihre Funktion
Als ehemalige Tor- bzw. Zollhäuser des sog. Akzisewalls in Schwerin stehen noch die Güstrower Torhäuser, Werderstraße 1/2 (Demmlerbauten), das Feldtor, später Pförtnerhaus bzw. Gasthaus am Alten Friedhof (Obotritenring 245/247) und die stark zum Wohnhaus umgebaute Torhäuser Wittenburger Straße 55 und 58 (Demmlerbauten). 
Dazu gibt es in Bahnhofsnähe das ehemalige Zollhaus Am Packhof 1 für die Güterabfertigung; außerdem die zum Wohnhaus umgebauten Chausseehäuser Alte Crivitzer Landstraße 27 sowie An der Chaussee 15, die letzteren entstanden deutlich später und stehen nicht im Zusammenhang mit den vorgenannten Torhäusern der 1840er Jahre.